# Sousmoulins
Sousmoulins és un municipi francès situat al departament del Charente Marítim i a la regió de la Nova Aquitània. L'any 2007 tenia 210 habitants.

## Demografia

### Població
El 2007 la població de fet de Sousmoulins era de 210 persones. Hi havia 92 famílies de les quals 28 eren unipersonals (24 homes vivint sols i 4 dones vivint soles), 32 parelles sense fills i 32 parelles amb fills.
La població ha evolucionat segons el següent gràfic:
Habitants censats

### Habitatges
El 2007 hi havia 116 habitatges, 89 eren l'habitatge principal de la família, 12 eren segones residències i 15 estaven desocupats. Tots els 116 habitatges eren cases. Dels 89 habitatges principals, 68 estaven ocupats pels seus propietaris, 19 estaven llogats i ocupats pels llogaters i 2 estaven cedits a títol gratuït; 4 tenien dues cambres, 7 en tenien tres, 32 en tenien quatre i 46 en tenien cinc o més. 77 habitatges disposaven pel capbaix d'una plaça de pàrquing. A 32 habitatges hi havia un automòbil i a 53 n'hi havia dos o més.

### Piràmide de població
La piràmide de població per edats i sexe el 2009 era:
| Homes | Edats   | Dones |
| ----- | ------- | ----- |
| 0     | 95 o +  | 1     |
| 0     | 90 a 94 | 2     |
| 1     | 85 a 89 | 1     |
| 0     | 80 a 84 | 2     |
| 4     | 75 a 79 | 4     |
| 7     | 70 a 74 | 6     |
| 9     | 65 a 69 | 5     |
| 7     | 60 a 64 | 8     |
| 3     | 55 a 59 | 5     |
| 6     | 50 a 54 | 5     |
| 9     | 45 a 49 | 6     |
| 7     | 40 a 44 | 8     |
| 6     | 35 a 39 | 8     |
| 8     | 30 a 34 | 1     |
| 3     | 25 a 29 | 6     |
| 3     | 20 a 24 | 1     |
| 10    | 15 a 19 | 9     |
| 8     | 10 a 14 | 4     |
| 2     | 5 a 9   | 5     |
| 7     | 0 a 4   | 2     |

## Economia
El 2007 la població en edat de treballar era de 132 persones, 103 eren actives i 29 eren inactives. De les 103 persones actives 93 estaven ocupades (54 homes i 39 dones) i 11 estaven aturades (7 homes i 4 dones). De les 29 persones inactives 10 estaven jubilades, 4 estaven estudiant i 15 estaven classificades com a «altres inactius».

### Ingressos
El 2009 a Sousmoulins hi havia 79 unitats fiscals que integraven 190 persones, la mediana anual d'ingressos fiscals per persona era de 14.921 €.

### Activitats econòmiques
Dels 2 establiments que hi havia el 2007, 1 era d'una empresa de fabricació d'altres productes industrials i 1 d'una empresa de construcció.
L'únic servei als particulars que hi havia el 2009 era una lampisteria.
L'any 2000 a Sousmoulins hi havia 16 explotacions agrícoles que ocupaven un total de 410 hectàrees.

## Equipaments sanitaris i escolars
El 2009 hi havia una escola elemental integrada dins d'un grup escolar amb les comunes properes formant una escola dispersa.

## Poblacions més properes
El següent diagrama mostra les poblacions més properes.